# ソロン (小惑星)
ソロン (3279 Solon) は、小惑星帯に位置する小惑星である。パロマー天文台のトム・ゲーレルスとライデン大学のファン・ハウテン夫妻が発見した。
紀元前7世紀の古代アテナイの政治家・改革者で、ギリシャ七賢人の一人、ソロンに因んで名付けられた。